# Millville (Utah)
Millville és una població dels Estats Units a l'estat de Utah. Segons el cens del 2000 tenia 1.507 habitants.

## Demografia
Segons el cens del 2000, Millville tenia 1.507 habitants, 395 habitatges, i 361 famílies. La densitat de població era de 247,6 habitants per km².
Dels 395 habitatges en un 59,5% hi vivien nens de menys de 18 anys, en un 83,5% hi vivien parelles casades, en un 6,3% dones solteres, i en un 8,4% no eren unitats familiars. En el 7,6% dels habitatges hi vivien persones soles el 2,8% de les quals corresponia a persones de 65 anys o més que vivien soles. El nombre mitjà de persones vivint en cada habitatge era de 3,82 i el nombre mitjà de persones que vivien en cada família era de 4,02.
Per edats la població es repartia de la següent manera: un 39,2% tenia menys de 18 anys, un 12,8% entre 18 i 24, un 25,3% entre 25 i 44, un 18,2% de 45 a 60 i un 4,6% 65 anys o més.
L'edat mitjana era de 23 anys. Per cada 100 dones de 18 o més anys hi havia 103,3 homes.
La renda mitjana per habitatge era de 51.513 $ i la renda mitjana per família de 52.813 $. Els homes tenien una renda mitjana de 32.969 $ mentre que les dones 22.500 $. La renda per capita de la població era de 13.977 $. Entorn del 2,7% de les famílies i el 3,1% de la població estaven per davall del llindar de pobresa.

## Poblacions més properes
El següent diagrama mostra les poblacions més properes.